# HD 76291
HD 76291，又名BD+46 1459，SAO 42612、HR 3545，是一颗恒星，视星等为5.74，位于銀經174.71，銀緯40.52，其B1900.0坐标为赤經8h 50m 3.8s，赤緯+46° 40.52′ 55″。